# Christopher Hope
Christopher Hope (ur. 26 lutego 1944 w Johannesburgu) – południowoafrykański pisarz.
Tworzy w języku angielskim. Studiował na uczelniach w Witwatersrand i Natalu. Krótko pracował jako dziennikarz, w 1975 wyemigrował do Londynu. Jest autorem różnorodnych gatunkowo utworów, powieści, sztuk teatralnych, poezji. Jako poeta debiutował w 1971. Jego debiutancka powieść, Odrębne światy, opublikowana w 1981 została w RPA zakazana. Oprócz fikcji publikuje także książki podróżnicze (np. Moscow! Moscow! 1988), ma w dorobku autobiografię (White Boy Running 1990) oraz biografię Roberta Mugabe zatytułowaną Brothers Under the Skin: Travels in Tyranny.

## Twórczość
- Whitewashes (1971)
- Cape Drives (1974)
- Odrębne światy (A Separate Development 1981)
- In the Country of the Black Pig (1981)
- Kruger's Alp (1985}
- The Hottentot Room (1986)
- Black Swan (1987)
- White Boy Running (1988)
- Czekoladowy Zbawiciel (My Chocolate Redeemer 1989)
- Moskwa! Moskwa! (Moscow! Moscow! 1990)
- Pogodny dom (Serenity House (1992)
- The Love Songs of Nathan J. Swirsky (1993)
- Darkest England (1996)
- Me, the Moon and Elvis Presley (1997)
- Signs of the Heart: Love and Death in Languedoc (1999)
- Heaven Forbid (2001)
- Brothers Under the Skin: Travels in Tyranny (2003)
- Kochankowie mojej matki (My Mother's Lovers 2007)